# Большое Еськино
Большое Еськино — деревня в Зарайском районе Московской области, в составе муниципального образования сельское поселение Гололобовское (до 28 февраля 2005 года входила в состав Ерновского сельского округа).

## География
Большое Еськино расположено на северо-востоке района, в 8 км на северо-восток от Зарайска, в верховье запруженной малой реки Михалевки, правом притоке реки Осётрик, высота центра деревни над уровнем моря — 182 м.

## Население
| 2002 | 2006 | 2010 |
| ---- | ---- | ---- |
| 11   | ↘4   | ↗9   |

## История
Большое Еськино впервые в исторических документах упоминается в платежных книгах 1594 года, как сельцо Ескино. В 1790 году в деревне числилось 16 дворов и 139 жителей, в 1858 году — 84 двора и 454 жителя, в 1884 году — 31 хозяйство и 195 жителей, в 1906 году — 31 двор и 269 жителей. В 1930 году был образован колхоз «Путь к лучшему», с 1950 года в составе колхоза им. Хрущева, с 1961 года — совхоз им. Калинина.